# 広瀬咲楽
広瀬 咲楽（ひろせ さら、Sala Hirose、1997年12月30日 - ）は、日本の女性シンガーソングライター、俳優、ナレーター。宮城県出身。TOHOKU Roots Project所属。音楽ユニット「りあるぱちもんず」メンバー。

## 来歴
2011年、モーニング娘。10期メンバー『元気印』オーディション最終選考通過者となるも、合宿審査参加で不合格。
2012年、ソニー・ミュージックアーティスツ主催の女優発掘オーディション「アクトレース」から選抜されたグループ「劇団ハーベスト」に参加。
2015年、作曲を始める。
2017年1月、 1stシングル『明日の君とシャララララ』発売。
2017年3月、演劇と音楽を融合させた劇団ハーベスト 第11回公演『杜町ペッパージャム』のプロデュースと劇中曲を担当。
2019年2月、7年間在籍した劇団ハーベストを退団。
2019年5月、インターネットラジオRadiotalkにて自身がパーソナリティを務める『宮城の虜にしちゃうわよラジオ』配信開始。
2019年8月、CD制作と初ワンマンライブ開催に向けたクラウドファンディングを実施。
2019年12月、ミニアルバム『輝き』発売。及び1stワンマンライブ『初ワンマンライブでも来てくれないつもり？』開催。
2021年8月、1stフルアルバム『ララバイ・チェリイレッド』発売。同作にて全国デビューとなる。
2021年12月、1stEP『ファンタジア』発売。井上小百合と共に音楽ユニット「りあるぱちもんず」を結成。
2022年3月、2ndフルアルバム『春の盤』発売。
2023年9月、3rdフルアルバム『ニューオールドの凪を撃て』発売

## 人物
- 17歳から作曲を始め、現在は都内ライブハウスを中心に音楽活動を行うとともに、東北地方でのワークショップやライブイベントなどに参加をしている。
- デビューから2019年まで女優としての活動も並行して行い、約2年間の女優業休止期間を経て、2021年女優業復帰。現在は両輪での活動となる。
- 作詞・作曲は自身の体験をもとにしたノンフィクションに近い形で行っている[1]。
- 故郷である宮城県への愛が強く、歌詞には「仙石線」や「ずんだ」といったワードが登場する。
- フェイバリットアーティストはYUI、チャットモンチー、RADWIMPS、エルレガーデン、アジアン・カンフー・ジェネレーション、ジッタリン・ジン、レッド・ホット・チリ・ペッパーズなど。
- 名前のローマ字表記は「SALA」である。
- 家族構成は父、母、姉、弟。姉と弟もミュージシャンとして活動している。
- 井上小百合と共に「りあるぱちもんず」という音楽ユニットを結成している。ふざけた名前にとは裏腹に、2人が楽しく音楽をすることを大前提に音楽と防災を合言葉にライブを通して災害へのチャリティ活動も行っている。ライブはとても緩い雰囲気で進行するのかと思いきや、東日本大震災での経験を語るなど緩急が激しい。

## ディスコグラフィー
以下、作詞・作曲：広瀬咲楽

### 配信シングル
|   | 発売日         | タイトル                  | 備考                             |
| - | -------------- | ------------------------- | -------------------------------- |
| 1 | 2020年12月25日 | Call my name（LIVE ver.） | 四谷天窓.comfortでのライブ音源   |
| 2 | 2021年1月27日  | ホームタウン              |                                  |
| 3 | 2021年4月29日  | はるか                    | 作詞：小岩井ハナ、作曲：広瀬咲楽 |

## 楽曲提供
以下、作詞・作曲：広瀬咲楽

### 舞台
・「ピース」（劇団ハーベスト『MIRACLES』)
・「桜の花に」「明日の君とシャラララ」（劇団ハーベスト『明日の君とシャララララ』劇団時間制作『白紙の目次』）
・「輝き」「プルーを放て」（劇団ハーベスト『起死回生スウィングパイ』）
・「一花練乱真向乙女」（劇団ハーペスト『真っ向ガール』）
・「煌々」（劇団レトロノート『黄昏パックオーライ』TOHOKU Roots Project『イーハトーヴの途中』）
・「ペッパージャム」「サイルイウ」「水仙」「大正タイタニック」「エレキギター」「プラックチェリィアールグレイ」（劇団ハーペスト『杜町ペッパージャム』）
・「遊覧電車」(TOHOKU Roots Project『イーハトーヴの途中』・劇団ハーペスト）
・「ながいながい宇宙（そら）の旅」(TOHOKU Roots Projectテーマ曲）
・「おさかなダンスホール」(TOHOKU Roots Project『イーハトーヴの途中』「おんがくであそほう」）
・「ほのあかり」「三毛のあの娘とひげのあの人」「Reborn.one step at a time（作詞）」「オールライト」
(TOHOKU Roots Project『イーハトーヴの途中』）
「春愁」（ペテカン『スプリング、ハズ、カムTHE STAGE』)
「振り向けば青い春」（劇団ハーペスト『明日の君とシャララララ』）
「今日も」スナップムーン」（劇団ハーペスト『DOLL』)
「赤裸々」（劇団ハーベスト『肉体改造倶楽部』）
「会いたい気持ちは」(TOHOKU Roots Project「煙が目にしみる」）
「ホームタウン」「はるか」「call my name」「sairuiu」(TOHOKU Roots Project『イーハトーヴの途中2020』)
「321」(TOHOKU Roots Project 『十年後のミラーポール』）

### アーティスト
- KAREN[注 6] シングル「wireless」（作詞・作曲を担当）
- 日向坂46 宮田愛萌 個人PV「私たちの未来」（2021年5月26日、『君しか勝たん』TYPE-A収録、作曲・ギター・コーラス・歌唱指導を担当）

### 映画・ドラマ
・映画『ファンファーレ』（2023年公開、吉野竜平監督）-主題歌・劇中歌（作詞・サウンドトラック収録版歌唱）
　　・「そらいろtransit 」「Fun☆ファーレ」
・短編映画「あたらしい歌」（2023年公開、高橋雅紀監督）-主題歌・劇伴
　　・「リプレイノート」（3rdAlbum「ニューオールドの凪を撃て」に収録）
・映画「A SIBLINGS」（2024年ハンブルグ日本映画祭にて初公開、中岡祐太監督）-主題歌
　　・「輪郭」（3rdAlbum「ニューオールドの凪を撃て」に収録）
・配信ドラマ「ムショラジ」（2020年、松竹・The icon）-劇中歌（作詞・作曲・弾き語り指導）
　　・「190番でもいいじゃない」
・配信ドラマ【僕等の物語04】「THE LAST SCENE—ラストナンバー」（2020年、「僕等の物語」製作委員会　The icon）
　　　-劇中歌（作詞※監督と共作・作曲）・「ずっと一緒に」
・福島放送「シェア！」（2022年、福島放送）-エンディングテーマ
　　・「ファンタジア」（1stEP「ファンタジア」に収録）

### ラジオドラマ
・WEBラジオドラマ「幸福の檻」（2021年）-主題歌
　　・「White morning when the sun rises」（1stEP「ファンタジア」に収録）

## ライブ

### ワンマンライブ
- 広瀬咲楽1stワンマンライブ『初ワンマンライブでも来てくれないつもり?』[9]（2019年12月22日、下北沢BREATH）
- Melody Line応援企画 無観客ワンマンライブ[注 7]（2020年12月19日）
- 広瀬咲楽2ndワンマンLIVE2021『地点、空にいちばん近い青』（2021年12月18日 - 19日 、カフェモーツアルトアトリエ/12月21日、吉祥寺スターパインズカフェ）
- 広瀬咲楽3rdワンマンLIVE2022『はじまりは一つのニューデイ』（2022年12月10日仙台Darwin 、24日 吉祥寺スターパインズカフェ）
- 広瀬咲楽4thワンマンLIVE2023『ニューオールドの凪を撃て』（2023年10月8日仙台Darwin 、22日 吉祥寺スターパインズカフェ）

### ライブ
- 『モザイクの向こう側Vol.3』（2016年9月22日、下北沢MOSAiC） - 「Salario - 広瀬咲楽・橋詰遼（蜜）・岡本啓佑（黒猫チェルシー）」として出演
- 『たちばな哲也 50歳記念 "Half Of Century"～STRANGE CIRCUS 3～』（2016年11月18日、下北沢CLUB251）
- 平松愛理 produce『1.17 KOBE MEETING 2017 with ネスカフェアンバサダー』（2017年1月17日、ジーベックホール）
- 『東北風土マラソン2018』ゲストステージ（2018年3月25日、長沼フートピア公園）
- 森本×相澤瞬 presents『歌謡曲をもっと知ろう』（2018年6月25日、下北沢MOSAiC） - 「広瀬咲楽+橋詰遼（蜜）」名義
- 広瀬咲楽 presents『YOUR BEST X'MAS LIVE!!』（2018年12月25日、下北沢MOSAiC）
- 音楽の時間KIDS『おんがくであそぼう』（2019年3月24日、女川復幸祭キッズエリア/3月27日、大船渡リアスホール/3月28日、山田町）
- 山本あかり presents『Live with PV』（2019年5月31日、新宿HEAD POWER）
- 『みたか商工会祭り』（2019年7月14日、三鷹市役所）
- SOCIAL TOWER MARKET2023 『音楽とコーヒー』（2023年5月20日、名古屋栄ブロッサ）
- しゃぼんの森音楽祭（2023年12月3日、岐阜県各務原市）

- 『東北風土マラソン&登米フードフェスティバル』ゲストステージ（2024年4月21日、長沼フートピア公園）
- 『BOUSAI ACTION2024』アーティストステージ（2024年9月1日、デジタルハリウッド大学）
- 『KANAMETAフリマSONIC』ゲストステージ（2024年9月15日、福島県田村市船引町要田地区運動場）

他多数

## 出演

### 舞台
- 2016年（平成28年）
  - TOHOKU Roots Project vol.1『想稿・銀河鉄道の夜』[10]（2016年3月6日 - 13日、あうるすぽっと/3月20日、いわきアリオス中劇場/3月24日、南相馬市民文化会館ゆめはっと/3月27日、東松島コミュニティーセンター/4月1日、仙台イズミティ21小ホール/4月3日、盛岡劇場）
  - RITROVO2 ピアノ朗読劇『セロ弾きのゴーシュ』（2016年6月10日 - 12日、赤坂区民ホール）
  - 劇団レトロノート『黄昏バックオーライ』[11]（2016年10月5日 - 10日、中野ザ・ポケット）
- 2017年（平成29年）
  - RITROVO poco2『はじまりの星の音2』（2017年1月21日・25日、阿佐ヶ谷 Next Sunday）
  - RITROVO3 ピアノ朗読劇『霧のむこうの不思議なまち』（2017年7月7日 - 9日、赤坂区民ホール） - 主演
  - TOHOKU Roots Project 音楽の時間vol.1『イーハトーヴの途中』[12]（2017年7月21日 - 22日、cafe Mozart Atelier/7月23日、女川町まちなか交流館ホール/10月28日 - 29日、阿佐ヶ谷 Next Sunday） - 主演
  - ペテカンvol.40『スプリング、ハズ、カム　THE STAGE』[13]（2017年10月13日 - 22日、浅草九劇）
- 2018年（平成30年）
  - TOHOKU Roots Project vol.2『星の祭に吹く風』[14]（2018年3月17日、郡山市民文化センター中ホール/3月21日、南相馬ゆめはっと大ホール/3月24日、登米祝祭劇場大ホール/3月26日、イズミティ21小ホール/3月29日、一関文化センター中ホール/3月31日、大船渡市民文化会館リアスホール/4月4日～10日、東池袋あうるすぽっと)
  - TOHOKU Roots Project 音楽の時間vol.2『イーハトーヴの途中（再演）』[15]（2018年8月24日・26日、cafe Mozart Atelier/8月25日、女川町まちなか交流館ホール/8月30日、ヒガシ・デ・アエル/9月6日 - 9日、下北沢アレイホール） - 主演
  - ロデオ★座★ヘヴン『幻書奇譚』[16]（2018年9月28日 - 10月8日、新宿眼科画廊）
- 2020年（令和2年）
  - TOHOKU Roots Project 音楽の時間『イーハトーヴの途中2020～home～』[注 8]（2020年9月22日 、ルフラン/ 9月28日 - 29日、四谷天窓.comfort）
- 2021年（令和3年）
  - TOHOKU Roots Project Pocketable Theater vol.1 短編生配信公演『十年後のミラーボール』[注 9]（2021年3月9日 - 13日）
  - TOHOKU Roots Project 音楽の時間『イーハトーヴの途中2021～Eve～』（2021年11月13日 - 14日 、カフェモーツアルトアトリエ/ 11月20日 - 21日、下北沢ハーフムーンホール）

### ナレーション
- FMシアター『揺れる、ひまわり』[17]（2018年7月7日、NHK-FM）
- PV『東北風土マラソン』（2019年） - ボランティア紹介
- VP『「NEC ツアーガイドマッチング支援」導入事例』（2021年）

### 映画
- 短編映画『あたらしい歌』（2023年、高橋雅紀監督）

### ドラマ
- 『花嫁未満エスケープ』第10話（2022年6月9日、テレビ東京、ホリプロ、監督：堀江貴大）

### ラジオドラマ
- NHK-FMシアター「揺れるひまわり」（2018年、NHK仙台放送局制作）

### Voice
- 映画『銀河鉄道の父』(2023年公開、監督：成島出）-ボイスオーバー

### テレビ
- 『シャキーン！』（2015年1月20日、NHK Eテレ） - コーナー「忘れてください」
- 『とおのタイム』（2018年3月23日、遠野テレビ）
- 『おはよう東北』（2018年4月2日、NHK） - コーナー「演劇通して故郷を思う」

### ラジオ
【レギュラー】
- 『広瀬咲楽のはじめまして』（2023年12月6日～、ラジオ３）
- 『宮城の虜にしちゃうわよラジオ』（2019年5月1日 - 、Radiotalk）

【ゲスト】
- 『すっぴん！』（2015年1月20日、NHK）
- 『HOPE for MIYAGI』『Morning Brush』（2015年1月20日、Date FM）
- 『なとらじWIDE』（2015年1月20日、なとらじ）
- 『ほっとすてーしょん』（2015年1月20日、エフエムたいはく）
- 『復興へ！午後もやっぱり764』（2018年8月10日、ラジオ石巻）
- 『name.の洋楽島(アイランド)』（2019年7月27日、かわさきFM）
- 『ミドラン』（2019年12月16日、K-mix）

他多数

### CM
- SONY「ウォークマンFシリーズ」
- 日本コカ・コーラ「ネームボトル・バンド編」
- 三井アウトレットパーク

### MV
- プラグラムハッチ「musicpoolに溺れたい」（2015年9月16日、アルバム『YUCARI』収録」)
- フルカワユタカ「真夜中のアイソレーション」（2017年1月11日、アルバム『And I'm a Rock Star』収録）
- nicoten「Day trade」

### デジタル写真集
- 『PROTO STAR 広瀬咲楽 vol.1』（2016年8月19日、JUPIMAR）
- 小岩井ハナ×広瀬咲楽デジタル写真集『胸の中で鳴って、いつまでも止まない』（2020年2月） - 1stワンマンライブを撮り下ろしたデジタル写真集